# 唄めぐり 北から南、西東
『唄めぐり 北から南、西東』（うためぐり きたからみなみにしひがし）は、1974年にリリースされた三橋美智也のスタジオ・アルバム。

## 収録曲
全12曲 作詞:横井弘／作曲・編曲:白石十四男

### 第1面
1. 百万石の町（石川）
2. いろいろ小唄（岡山）
3. 酒ぐら五郷（兵庫）
4. 火の山だより（東京）
5. 越前べんがら格子（福井）
6. 俺たちの海（沖縄）

### 第2面
1. やらずの雨（愛媛）
2. 島の子守唄（長崎）
3. 男だな（広島）
4. 竜田川（奈良）
5. さいはての岬（北海道）
6. 信楽たぬき（滋賀）

| スタブアイコン | サブスタブ | この項目は、まだ閲覧者の調べものの参照としては役立たない、アルバムに関連した書きかけの項目です。この項目を加筆・訂正などしてくださる協力者を求めています（P:音楽/PJ:アルバム）。 |